# یارسی
یارسی (به لاتین: Järsi) یک منطقهٔ مسکونی در استونی است که در دهستان راسیکو واقع شده‌است.